# Волков, Владимир Андреевич
Влади́мир Андре́евич Во́лков (10 февраля 1940, д. Зеленино, Псковская область, РСФСР — 9 марта 2017, Москва, Российская Федерация) — советский и российский дипломат. Чрезвычайный и полномочный посол России в Эфиопии (1995—1999).

## Биография
В 1968 г. окончил Московский государственный институт международных отношений (МГИМО) МИД СССР, в 1982 г. — Дипломатическую академию МИД СССР. 
На дипломатической работе с 1968 по 2011 год.
- В 1969—1973 годах — сотрудник посольства СССР в Индии,
- В 1975—1978 годах — сотрудник посольства СССР в Верхней Вольте,
- В 1986—1991 годах — сотрудник посольства СССР в Испании,
- В 1991—1995 года — заместитель директора Третьего Европейского департамента МИД России.
- С 22 мая 1995 по 9 июля 1999 года — чрезвычайный и полномочный посол Российской Федерации в  Федеративной Демократической Республике Эфиопия[1][2].
- В 2000—2011 годах — руководитель российской делегации по вопросам демаркации и делимитации Государственной границы Российской Федерации с Республикой Казахстан, посол по особым поручениям МИД России.

## Дипломатический ранг
- Чрезвычайный и полномочный посланник 2 класса (28 августа 1992)[3].
- Чрезвычайный и полномочный посланник 1 класса (19 января 1995)[4].
- Чрезвычайный и полномочный посол (27 июля 1998)[5].

## Награды и звания
- Орден Дружбы (28 июня 2005) — За заслуги в реализации внешнеполитического курса Российской Федерации и многолетнюю добросовестную дипломатическую службу[6]

## Семья
Был женат, воспитал трёх дочерей.